# Hitohiro Saito
Hitohiro Saito (斎藤 仁弘 Saitō Hitohiro, nacido el 12 de febrero de 1957 en Iwama) es un instructor de aikido y fundador de Iwama Shin-Shin Aiki Shurenkai. Hitohiro es el hijo de Morihiro Saito. Empezó a practicar aikido a la edad de 7 años con Morihei Ueshiba, el fundador del aikido, quien lo cuidó como a un nieto. Después de la muerte de Ueshiba en 1969, continuó practicando aikido con su padre. El joven Saito se convirtió en instructor oficial del dojo Iwama en 1986 hasta que en el 2004 se separó de la organización Aikikai para formar su propio grupo.

## Biografía
Años antes de la muerte de su padre, siendo este anciano,  Hitohiro se hace cargo del trabajo principal del dojo del fundador y del Sanatuario Aiki, Aiki Jinja. La enseñanza principal del dojo estaba en sus manos hasta el 2004. En el 2000 inauguró su propio dojo, el Tanrenkan (鍛錬館), apoyado por su padre Morihiro Saito.Tras la muerte de su padre, Hitohiro heredó tanto la casa familiar como el dojo, llamado en ese momento «Shin Dojo».

## Iwama Shin-Shin Aiki Shuren-kai
Hitohiro Saito es el fundador y líder (Kaicho) de Iwama Shin-Shin Aiki Shuren-kai (岩間神信合氣修練会, lit. Asociación espiritual de ejercicios de aiki de Iwama , abreviado como ISSASK). Una organización de aikido tradicional. Tiene dojos en unos 20 países.
Con el fallecimiento de Morihiro Saito (13 de mayo de 2002), Hitohiro Saito continuó dirigiendo el dojo del Fundador y el Templo de Aikido, Aikijinja. En ese momento formaban parte de la organización Aikikai. El Dōshu de dicha organización pidió que Hitohiro dejara de conceder en su dojo certificados de calificación de Iwama Ryu y, a cambio, Hitohiro le pidió que el Aikikai anunciara en una publicación que el estilo original del fundador se conserva en Iwama.  Como esto último no ocurrió, y Hitohiro estuvo bajo presión dentro del grupo Iwama.  En noviembre de 2003, Hitohiro se separó del Aikikai. Para febrero de 2004 formar su propia organización (ISSASK).
Mientras que varios estudiantes de Morihiro Saito prefirieron permanecer afiliados al Aikikai, otros decidieron seguir a Hitohiro Saito tras su ruptura con la organización. Hoy enseña a tiempo completo en su propio Tanrenkan y viaja constantemente dentro de Japón y alrededor del mundo, enseñando en seminarios a los que asisten cientos de estudiantes de aikido cada mes.

## Estilo Aikido
Su Aikido se caracteriza por ser preciso, austero y dinámico; destaca el aiki-jō y el aiki-ken . Como profesor es exigente, insistiendo siempre en las bases del Aikido como única forma de llegar a comprender el Aikido del Fundador y de su padre Morihiro Saito.

## Vida personal
Hitohiro Sensei también es chef profesional, calígrafo, pintor y escultor. En su taller talla principalmente máscaras japonesas tradicionales y shishigashira (máscara de león 獅子頭). Su esposa e hijos también practican a diario en su dojo, y en 2016 sus hijos comenzaron a impartir seminarios de Aikido a nivel internacional.